# Dan Steele
Pour les articles homonymes, voir Steele.
Dan Steele, né le 20 mars 1969 à Moline, est un bobeur et athlète américain notamment médaillé de bronze olympique en 2002.

## Biographie
Aux Jeux olympiques de 2002 organisés à Salt Lake City aux États-Unis, lors de sa seule participation olympique, Dan Steele est médaillé de bronze en bob à quatre avec Doug Sharp, Mike Kohn et Brian Shimer. En athlétisme, il termine notamment au huitième rang du décathlon des championnats du monde 1999 puis devient entraîneur.

## Palmarès

### Jeux Olympiques
- : médaillé de bronze en bob à 4 aux JO 2002.